# Мороз Микола Миколайович
Микола Миколайович Мороз (нар. 16 лютого 1982 — 1 березня 2023) — Солдат Збройних сил України, учасник російсько-української війни

## Життєпис
Микола Мороз народився 16 лютого 1982 року в селі Бабине, Старосинявського району (нині Хмельницький район) (Хмельницька область)
Микола Мороз закінчив Бабинську загальноосвітню школу І-ІІІ ступенів. Після школи проходив військову службу у Збройних Силах України. Працював на будівництві.
Із 21 березня  2022 року  був призваний на військову службу  по мобілізації до Збройних Сил України 10-им відділом  Хмельницького районного територіального центру комплектування та соціальної підтримки.
На фронті служив солдатом, водієм мотопіхотного відділення мотопіхотного взводу мотопіхотної роти мотопіхотного батальйону військової частини.

## Смерть
Загинув 1 березня 2023 року  Мороз Микола  Миколайович на території с.Берестове Бахмутського району  Донецької області  внаслідок артилерійсько-мінометного обстрілу позицій, завданого військовими формуваннями Російської Федерації. Солдат отримав смертельні поранення, несумісні з життям.
У Миколи залишилися батьки, сестра, дружина, дві доньки, інші рідні, друзі та побратими.

## Нагороди
- Згідно Указу Президента України за особисту мужність і самовіддані дії, виявлені у захисті державного суверенітету та територіальної цілісності України, вірність військовій присязі нагороджено орденом "За мужність” ІІІ ступеня (посмертно)